# Isidoro Verga
Pour les articles homonymes, voir Verga.
Isidoro Verga (né le 29 avril 1832 à Bassano in Teverina, dans l'actuelle province de Viterbe, dans le Latium, alors dans les États pontificaux et mort le 10 août 1899 à Rome) est un cardinal italien de la fin du XIXe siècle.

## Biographie
Isidoro Verga exerce diverses fonctions au sein de la curie romaine, notamment auprès de la « congrégation pour la Propaganda Fide ». Le pape Léon XIII le crée cardinal lors du consistoire du 10 novembre 1884. Le cardinal Verga est grand pénitentiaire à partir de 1896.

## Source
- Fiche du cardinal Isidoro Verga sur le site fiu.edu